# Andrea Matteo Acquaviva d'Aragona
Andrea Matteo Acquaviva d'Aragona (probabilmente Atri, ... – 6 novembre 1576) è stato un arcivescovo cattolico italiano.

## Biografia
Appartenente ad una illustre e potente famiglia nobile meridionale, nacque, probabilmente ad Atri, da Giannantonio Donato, nono duca di Atri e sedicesimo conte di Conversano, e da Isabella Spinelli di Cariati; portava il nome del nonno Andrea Matteo III, uno dei principali attori della scena politica rinascimentale nell'Italia meridionale. Il 20 luglio 1558 fu eletto vescovo della diocesi di Venafro; il 16 settembre 1573 fu eletto arcivescovo di Cosenza, carica che tenne fino alla morte.
Il quinto generale dei Gesuiti, Claudio Acquaviva, fu suo fratello; suoi nipoti, figli del fratello Giangirolamo, decimo duca di Atri, furono i cardinali Giulio ed Ottavio ed il beato Rodolfo.

## Ascendenza
|                                                             |                                        |                                                   | Genitori                                                    |  |  | Nonni |  |  | Bisnonni                                                   |  |  | Trisnonni                               |  |
|                                                             |                                        |                                                   |                                                             |  |  |       |  |  | Giulio Antonio I Acquaviva d'Aragona, duca d'Atri e Teramo |  |  | Giosia Acquaviva d'Aragona, duca d'Atri |  |
|                                                             |                                        |                                                   |                                                             |  |  |       |  |  | Giulio Antonio I Acquaviva d'Aragona, duca d'Atri e Teramo |  |  | Giosia Acquaviva d'Aragona, duca d'Atri |  |
|                                                             |                                        | Antonella Migliorati                              |                                                             |  |  |       |  |  | Giulio Antonio I Acquaviva d'Aragona, duca d'Atri e Teramo |  |  |                                         |  |
| Andrea Matteo III Acquaviva d'Aragona, duca d'Atri e Teramo |                                        |                                                   |                                                             |  |  |       |  |  | Giulio Antonio I Acquaviva d'Aragona, duca d'Atri e Teramo |  |  |                                         |  |
|                                                             |                                        | Caterina Orsini del Balzo, contessa di Conversano | Giovanni Antonio Orsini del Balzo, principe di Taranto      |  |  |       |  |  |                                                            |  |  |                                         |  |
|                                                             |                                        | Caterina Orsini del Balzo, contessa di Conversano | Giovanni Antonio Orsini del Balzo, principe di Taranto      |  |  |       |  |  |                                                            |  |  |                                         |  |
|                                                             |                                        | Caterina Orsini del Balzo, contessa di Conversano | …                                                           |  |  |       |  |  |                                                            |  |  |                                         |  |
| Giannantonio Donato Acquaviva d'Aragona, duca d'Atri        |                                        | Caterina Orsini del Balzo, contessa di Conversano |                                                             |  |  |       |  |  |                                                            |  |  |                                         |  |
|                                                             |                                        | Antonio Todeschini Piccolomini, duca d'Amalfi     | Giovanni Todeschini                                         |  |  |       |  |  |                                                            |  |  |                                         |  |
|                                                             |                                        | Antonio Todeschini Piccolomini, duca d'Amalfi     | Giovanni Todeschini                                         |  |  |       |  |  |                                                            |  |  |                                         |  |
|                                                             |                                        | Antonio Todeschini Piccolomini, duca d'Amalfi     | Laudomia Piccolomini                                        |  |  |       |  |  |                                                            |  |  |                                         |  |
| Isabella Todeschini Piccolomini d'Aragona                   |                                        | Antonio Todeschini Piccolomini, duca d'Amalfi     |                                                             |  |  |       |  |  |                                                            |  |  |                                         |  |
|                                                             |                                        | Maria d'Aragona                                   | Ferrante I, re di Napoli                                    |  |  |       |  |  |                                                            |  |  |                                         |  |
|                                                             |                                        | Maria d'Aragona                                   | Ferrante I, re di Napoli                                    |  |  |       |  |  |                                                            |  |  |                                         |  |
|                                                             |                                        | Maria d'Aragona                                   | Diana Guardato                                              |  |  |       |  |  |                                                            |  |  |                                         |  |
| Andrea Matteo Acquaviva d'Aragona                           |                                        | Maria d'Aragona                                   |                                                             |  |  |       |  |  |                                                            |  |  |                                         |  |
|                                                             | Troiano Spinelli, I barone di Summonte | Giacomo Spinelli                                  |                                                             |  |  |       |  |  |                                                            |  |  |                                         |  |
|                                                             | Troiano Spinelli, I barone di Summonte | Giacomo Spinelli                                  |                                                             |  |  |       |  |  |                                                            |  |  |                                         |  |
|                                                             | Troiano Spinelli, I barone di Summonte | …                                                 |                                                             |  |  |       |  |  |                                                            |  |  |                                         |  |
| Giovanni Battista Spinelli, I duca di Castrovillari         | Troiano Spinelli, I barone di Summonte |                                                   |                                                             |  |  |       |  |  |                                                            |  |  |                                         |  |
|                                                             |                                        | Maria Caracciolo                                  | Gualtieri Caracciolo                                        |  |  |       |  |  |                                                            |  |  |                                         |  |
|                                                             |                                        | Maria Caracciolo                                  | Gualtieri Caracciolo                                        |  |  |       |  |  |                                                            |  |  |                                         |  |
|                                                             |                                        | Maria Caracciolo                                  | Martuscella Piscicelli                                      |  |  |       |  |  |                                                            |  |  |                                         |  |
| Isabella Spinelli                                           |                                        | Maria Caracciolo                                  |                                                             |  |  |       |  |  |                                                            |  |  |                                         |  |
|                                                             |                                        | Tristano Caracciolo, signore di Ponte Albaneto    | Giovanni Caracciolo, signore di Ponte Albaneto              |  |  |       |  |  |                                                            |  |  |                                         |  |
|                                                             |                                        | Tristano Caracciolo, signore di Ponte Albaneto    | Giovanni Caracciolo, signore di Ponte Albaneto              |  |  |       |  |  |                                                            |  |  |                                         |  |
|                                                             |                                        | Tristano Caracciolo, signore di Ponte Albaneto    | Silvia Minutolo                                             |  |  |       |  |  |                                                            |  |  |                                         |  |
| Livia Caracciolo                                            |                                        | Tristano Caracciolo, signore di Ponte Albaneto    |                                                             |  |  |       |  |  |                                                            |  |  |                                         |  |
|                                                             |                                        | Beatrice Piscicelli                               | Giovanni Piscicelli, signore di Roccapiemonte e Sant'Angelo |  |  |       |  |  |                                                            |  |  |                                         |  |
|                                                             |                                        | Beatrice Piscicelli                               | Giovanni Piscicelli, signore di Roccapiemonte e Sant'Angelo |  |  |       |  |  |                                                            |  |  |                                         |  |
|                                                             |                                        | Beatrice Piscicelli                               | Vannella Acciapaccia                                        |  |  |       |  |  |                                                            |  |  |                                         |  |
|                                                             |                                        | Beatrice Piscicelli                               |                                                             |  |  |       |  |  |                                                            |  |  |                                         |  |